# San Antonio de Palé
San Antonio de Palé és un municipi de Guinea Equatorial, capital de la província d'Annobón i situada a l'illa homònima. A la ciutat també se l'anomena Palé, Palea, San Antonio, San Antonio de Palea, São Antonio da Praia i San Antonio de la Playa.
La ciutat està situada a l'extrem nord de l'illa, la zona més plana i seca, envoltada de pasturatges. Està a la vora de l'oceà Atlàntic i compta amb un aeròdrom, un embarcador, un centre d'assistència mèdica, un col·legi, un far, una emissora de radi i una missió catòlica dels Pares Claretians. La vila és el port d'arribada dels visitants, i hi ha un intercanvi freqüent de persones i mercaderies amb São Tomé realitzat pels pescadors.

## Població
San Antonio de Palé tenia 2.120 habitants en 1983, 2.820 en 1994 i 5.008 en 2001. Els idiomes majoritaris són l'annobonès (o crioll portuguès) i el castellà.

## Història
La ciutat va ser fundada pels portuguesos, els qui van portar a l'illa esclaus del continent africà. Després dels tractats de San Ildefonso (1777) i del Pardo (1778), entre Espanya i Portugal, l'illa d'Annobón i altres possessions portugueses del golf de Guinea van passar a mans espanyoles. Per aquell temps l'illa tenia uns 1.500 habitants, i se la suposava capital d'una illa situada a 11º 30´ de latitud sud, major que Fernando Poo i habitada, així com de clima sa, proveïda amb un bon ancoratge, aigua dolça, terra fèrtil i esclaus per a la plantació de cotó i canya de sucre, com l'illa veïna São Tomé.
En 1801 els anglesos, que tenien permís d'Espanya per recalar i proveir-se d'aigua potable, van construir una petita fortalesa. En 1827, Espanya va llogar la zona com a base anglesa per interceptar el tràfic d'esclaus cap a Amèrica i reassentar als esclaus alliberats.
La vila va ser des del principi un centre d'evangelització dels descendents d'angolesos portats allí en els fallits intents d'establir plantacions. Es van fer expedicions missioneres per carmelites descalços i caputxins italians, portuguesos i espanyols en 1580, 1640, 1645, 1647, 1654, 1771, etc.